# Bahnstrecke Ban Dara Junction–Sawankhalok
| Bahnhof Sawankhalok |                     |                          |                          |
| Streckenlänge: | 28,8 km             |                          |                          |
| Spurweite: | 1000 mm (Meterspur) |                          |                          |
| |                     |                          |                          |
| \| \| \| Nordbahn von Bangkok \| \| \| \| 458,31 \| Ban Dara Junction \| Ban Dara Junction \| \| \| \| Nordbahn nach Chiang Mai \| \| \| \| 466,32 \| Khlong Lamung \| Khlong Lamung \| \| \| 470,27 \| Khlong Maphlap \| Khlong Maphlap \| \| \| 474,96 \| Wat Khlong Pu \| Wat Khlong Pu \| \| \| 479,03 \| Khlong Yang \| Khlong Yang \| \| \| 483,08 \| Nong Riang \| Nong Riang \| \| \| 487,14 \| Sawankhalok \| Sawankhalok \| \| \| \| \| \| \| Quellen: [1][Anm. 1] \| \| \| \| |                     |                          |                          |
| Strecke |                     | Nordbahn von Bangkok     | Nordbahn von Bangkok     |
| Bahnhof | 458,31              | Ban Dara Junction        | Ban Dara Junction        |
| Abzweig geradeaus und nach rechts |                     | Nordbahn nach Chiang Mai | Nordbahn nach Chiang Mai |
| Bahnhof | 466,32              | Khlong Lamung            | Khlong Lamung            |
| Bahnhof | 470,27              | Khlong Maphlap           | Khlong Maphlap           |
| Bahnhof | 474,96              | Wat Khlong Pu            | Wat Khlong Pu            |
| Bahnhof | 479,03              | Khlong Yang              | Khlong Yang              |
| Bahnhof | 483,08              | Nong Riang               | Nong Riang               |
| Kopfbahnhof Streckenende | 487,14              | Sawankhalok              | Sawankhalok              |
| |                     |                          |                          |
| Quellen: |                     |                          |                          |

Die Bahnstrecke Ban Dara Junction–Sawankhalok ist eine 28,8 Kilometer lange Stichstrecke im Norden Thailands.

## Lage im Netz
Sie verbindet die Stadt Sawankhalok, Verwaltungssitz des Amphoe Sawankhalok, mit der Nordbahn, der Fernbahnstrecke von Bangkok nach Chiang Mai.

## Geschichte
Die Strecke war im ursprünglichen Bauprogramm für die Nordbahn nicht vorgesehen. Vielmehr sollte die Verbindung zwischen der Nordbahn und Sawankhalok durch eine vom Royal Railway Department (RRD) neu zu bauende Straße erfolgen. Der damalige Direktor des RRD, Luis Weiler, schlug daraufhin vor, stattdessen eine Eisenbahn-Zweigstrecke zu errichten. Da der Aufwand dafür gegenüber einem Straßenneubau nicht allzu sehr ins Gewicht fiel, stimmte der damalige Eisenbahnminister, Maha-Ammat-Ek Phraya Suriyanuwat มหาอำมาตย์เอก พระยาสุริยานุวัตร (1862–1936), zu.
Die baulichen Vorgaben für diese Zweigstrecke richteten sich nach denen der Hauptstrecke, der Nordbahn. Daher wurde sie in der Normalspur von 1435 mm gebaut und mit der Umspurung der Nordbahn in den 1920er Jahren wieder auf Meterspur umgespurt.

## Betrieb
Die Strecke wird mit Personen- und Güterzügen befahren. Täglich wird eine durchgehende Verbindung nach Bangkok Hua Lamphong angeboten.